# Allotropie

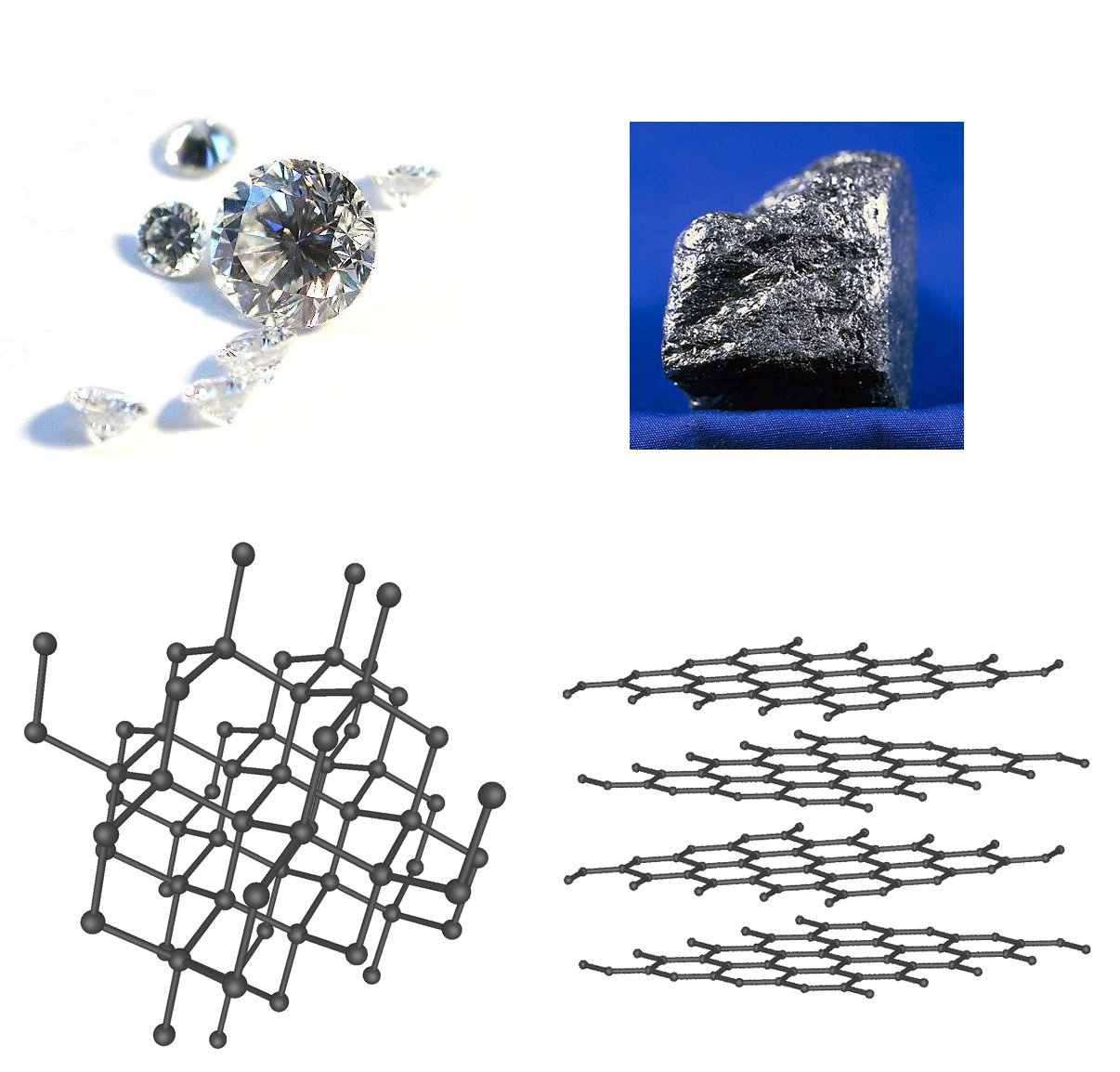
Diamant und Graphit sind zwei Allotrope des Kohlenstoffs: Formen desselben Elements, die sich in ihrer Kristallstruktur unterscheiden.

Als Allotropie (von altgriechisch ἀλλοτροπεῖν allotropeín „sich verändern“ und ἀλλοτρόπως allotrópōs „auf eine andere Art“) bezeichnet man die Erscheinung, wenn ein chemisches Element im gleichen Aggregatzustand in zwei oder mehr Strukturformen auftritt, die sich physikalisch und in ihrer chemischen Reaktionsbereitschaft voneinander unterscheiden. Hierbei kann das Element spontan von einer Kristallstruktur in eine andere stabilere Kristallstruktur übergehen. Dieser allotrope Phasenübergang verläuft meist nur sehr langsam. 
Allotropien werden in der Chemie, Mineralogie und Materialwissenschaft auch als Modifikationen eines chemischen Elements bezeichnet.
Der Begriff stammt von Jöns Jakob Berzelius. Das Phänomen wurde schon von Antoine de Lavoisier nachgewiesen, als er zeigte, dass Diamant aus reinem Kohlenstoff besteht.

## Beispiele
- Kohlenstoff kommt sowohl als farbloser, extrem harter Diamant vor, der ein elektrischer Nichtleiter ist, als auch als schwarzer, weicher Graphit, der elektrischen Strom leitet, sowie als Makromoleküle Fulleren, Kohlenstoffnanoröhren, Cyclo[18]carbon, Carbin und als Graphen.
- Weißer Phosphor ist hochgiftig und selbstentzündlich, wohingegen roter und schwarzer Phosphor ungiftig sind und zum Brennen einer Aktivierung bedürfen.
- Der Sauerstoff in der Atemluft (O2, Disauerstoff) ist geruchlos und lebensnotwendig, seine allotrope Variante Ozon (O3) riecht stechend und ist bereits in sehr geringen Mengen (> 100 ppb) gesundheitsschädlich.
- Zinn weist die Formen α-Sn und β-Sn auf. Die Umwandlung von β-Sn in α-Sn wird Zinnpest genannt.

Weitere bekannte Beispiele sind z. B. die Elemente Schwefel, Selen, Titan, Eisen (α-Eisen, γ-Eisen usw.), Bor, Antimon und Silicium.

## Abgrenzung des Begriffs
Bei unterschiedlichen Isotopen eines Elementes spricht man nicht von Allotropie, da diese sich in ihren chemischen Eigenschaften nicht oder nur äußerst gering unterscheiden.
Tritt eine chemische Verbindung im festen Zustand in mehreren Kristallformen (Modifikationen) auf, so spricht man von Polymorphie.
Sind zwei Modifikationen durch Temperatur- oder Druckänderungen über den Phasenübergang wechselseitig ineinander umwandelbar, so spricht man von Enantiotropie. Tritt diese Umwandlung nur in einer Richtung auf, während die andere Modifikation nur über Umwege dargestellt werden kann, so wird dieser Übergang als monotrop bezeichnet (Beispiel: polymerer Phosphor).